# Генерални тужилац Руске Федерације
Генерални тужилац Руске Федерације (рус. Генеральный прокурор Российской Федерации) је највиши функционер тужилаштва Руске Федерације. Именује га и разрјешава Савјет Федерације на предлог предсједника Руске Федерације. Мандат му је 5 година.
Генерални тужилац руководи системом тужилаштва и непосредно стоји на челу Генералног тужилаштва Руске Федерације. Он именује тужиоце субјеката Федерације, тужиоце градова и рејона.
Генерални тужилац Руске Федерације има класни чин активног државног савјетника правде.